# Loma Alta, Mazatlán Villa de Flores
Loma Alta är en ort i Mexiko.   Den ligger i kommunen Mazatlán Villa de Flores och delstaten Oaxaca, i den sydöstra delen av landet, 280 km sydost om huvudstaden Mexico City. Loma Alta ligger 1 468 meter över havet och antalet invånare är 181.
Terrängen runt Loma Alta är bergig åt sydost, men åt nordväst är den kuperad. Runt Loma Alta är det ganska glesbefolkat, med 36 invånare per kvadratkilometer. Närmaste större samhälle är Huautla de Jiménez, 7,9 km norr om Loma Alta. I omgivningarna runt Loma Alta växer i huvudsak städsegrön lövskog.